# Hans Leo Hassler
Hans Leo Hasler (Nuremberg, 26 d'octubre de 1564 - Frankfurt del Main, 8 de juny de 1612) fou un compositor i organista alemany del Renaixement.
Fou el primer músic alemany que va fer els seus estudis a Itàlia. El 1858 ja havia estat nomenat organista del comte Octaviano Fugger d'Augsburg, però encara va romandre alguns anys a Venècia estudiant amb el cèlebre Andrea Gabrieli, el qual exercí gran influència sobre el seu estil. Després va viure molts anys a Praga, de 1601 a 1608 residí a Nuremberg i el 1608 entrà al servei de l'elector de Saxònia.
Deixà moltes obres, de les quals s'han conservat:
- Canzonette a 4 voci (1590);
- Cantiones sacrae, 4, 8 et plur, voc. (1591, 1597, 1607);
- Madrigali a 5-8 voci (1596);
- Newe teütsche Gesang nach Art der Welschen Madrigalien und Kanzonetten, de 4 a 8 veus (1596, 1604, 1609);
- Missae 4-8 vocum (1599);
- Lustgarten newer deutscher Gesäng, Balletti, Galliarden und Intraden mit 4-8 Stimmen (1601, 1605, 1610);
- Sacri concentus, 5-12 voc. (1601, 1612);
- Psalemn und christliche Gesange, a 4 veus (1607);
- Kirchengesänge, Psalmen und geistliche Lieder, a 4 veus (1608, 1637);
- Litaney deutsch Herrn. Dr. Martini Lutheri, a 7 veus per a dole cor (1619);
- Venusgarten oder neue lustige liedliche Täntze teutscher und polnischer Art (1615).

L'any 1637, Staden li publica junt amb obres d'altres autors Psalmen und geistliche Lieder auf die gemeynen Melodien. Finalment, en les antologies de l'època s'hi troben moltes composicions de Hasler.

## Germans
Els seus germans Jacopo i Caspar, també foren compositors de mèrit.